# 24 Волопаса
24 Волопаса (лат. 24 Boötis), g Волопаса (лат. g Boötis), HD 127243 — одиночная звезда в созвездии Волопаса на расстоянии приблизительно 308 световых лет (около 94,4 парсек) от Солнца. Видимая звёздная величина звезды — +5,681m. Возраст звезды определён как около 7,244 млрд лет.

## Характеристики
24 Волопаса — жёлтая звезда спектрального класса G4III-IVFe-1, или G3,5IV, или G3III, или G3IV, или G0. Масса — около 2,79 солнечных, радиус — около 12,06 солнечных, светимость — около 57,175 солнечных. Эффективная температура — около 5650 K.

## Планетная система
В 2018 году группой астрономов у звезды обнаружена планета 24 Bootis b.
В 2019 году учёными, анализирующими данные проектов HIPPARCOS и Gaia, у звезды обнаружена планета HIP 70791 c.